# Győzelem-rend
A Győzelem-rend (oroszul: Орден «Победа») a Szovjetunió legmagasabb katonai kitüntetése volt, és az egyik legritkább kitüntetés a világon. Magas rendfokozatú katonai vezetők, tábornokok és marsallok közül is csak azok kaphatták meg, akik a harci cselekményekben tevékenységükkel olyan változásokat tudtak előidézni, melyek előnyhöz juttatták a Vörös Hadsereget, és ezáltal jelentős mértékben hozzájárultak a szovjet győzelem kivívásához. Adományozásának története során 17 embernek ítélték oda: tizenkét szovjet és öt külföldi katonai vezetőnek.

## Az elismerésről
Az elismerési formát Nyikolaj Nyejolov ezredes javasolta, aki a hátország parancsnokságán szolgált 1943-ban. Az ezredes eredeti elképzelése szerinti elnevezés „A haza iránti hűség rend” volt, de már az év októberében készülő tervezetben ez megváltozott és Győzelem-rend néven szerepelt. Hasonlóan más kitüntetésekhez a Győzelem-rendet is adományozták egy személynek akár több esetben is. Így (beleértve Leonyid Iljics Brezsnyevet is, akitől később visszavonták) tizenheten kaphatták meg az összesen hússzor odaítélt elismerést. Azt a nagy megtiszteltetést, hogy valaki kétszer kaphassa meg Joszif Visszarionovics Sztálin generalisszimus, Georgij Konsztantyinovics Zsukov marsall és Alekszandr Mihajlovics Vaszilevszkij marsall érdemelte ki. Összesem 22 darab medál készült el, tehát kettőt ezek közül sohasem adományoztak oda.

### Szovjet kitüntetettjei
A rendet hivatalosan 1943. november 8-án alapították és az első elismerések odaítélése 1944. április 10-én történt meg. Az akkori kitüntetettek a Vörös Hadsereg főparancsnokai Vaszilevszkij, Zsukov és Sztálin voltak. Mindhárman Ukrajna „felszabadításában” történő közreműködésük eredményeképpen kapták meg. Az elismerést a továbbiakban a szövetséges erők katonai vezetői kapták meg. Minden kitüntetést a második világháború alatt adtak át egy kivételével, Leonyid Iljics Brezsnyev 1978-ban kapta meg. Az ő kitüntetését később 1989-ben halála után 7 évvel visszavonták, azzal az indokkal, hogy mégsem felelt meg a magas a rend adományozásának feltételéül támasztott követelményeknek.
A legtöbb kitüntetést 1945-ben adták át. Rokosszovszkij marsall és Konyev marsall március 30-án kapta meg a sikeres lengyelországi hadműveleteik és az egységeiknek az Oderán történő átkelésének elismeréseképpen. Április 26-án Malinovszkij marsall és Tolbuhin marsall Magyarország és Ausztria „felszabadításáért”. Május 31-én Govorov marsallal egészült ki veselőinek névsora, aki Észtország „felszabadításáért” részesült e magas elismerésben. Ugyanezen a napon másodszor is megkapták Zsukov és Vasziljevszkij marsallok Berlin és Kalinyingrád bevételéért. Június 4-én Tyimosenko marsall Sztálin háború előtti honvédelmi minisztere, valamint a szovjet elismertek közül egyedüli tábornokként Alekszej Innokentyjevics Antonov kapta meg. 1945. június 26-án Sztálinnak ismételten odaadományozták a második Győzelem-rendjét. Szeptember 8-án Mereckov marsallnak Távol-Keleten a japán Kvantung-hadsereg felett aratott győzelméért ítélték oda.

### Nemzetközi elismertek
A Győzelem-rendet a Hitler ellenes koalícióban történő részvételükért nemzetközi katonai vezetők is megkapták. Az öt külföldi kitüntetett: a Jugoszláv Népi Felszabadító Csapatok parancsnoka Josip Broz Tito, a lengyel marsall Michał Rola-Żymierski, az amerikai tábornok és későbbi elnök Dwight D. Eisenhower, a brit marsall Bernard Montgomery és I. Mihály román király.

## Leírása

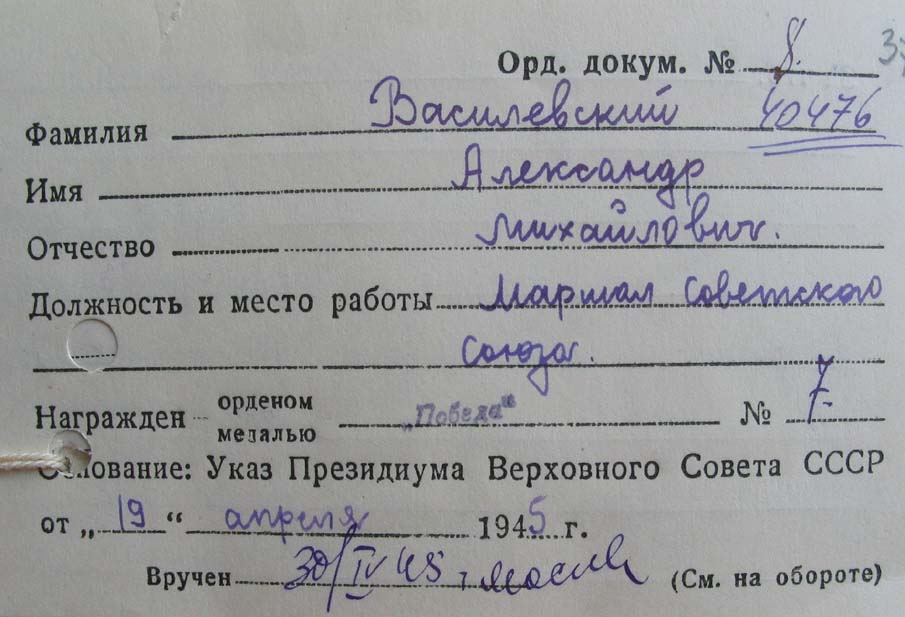
Vaszilevszkij marsall adományozó lapja

A Győzelem-rend a legnagyobb, a legértékesebb és egyben egyik legszebb kitüntetése a Szovjetuniónak. Ellentétben a többi szovjet renddel nem volt rajta feltüntetve a sorszám, egyedül az adományozó lapon található meg. Az ötszög alakú vöröscsillagot formázó kitüntetés átmérőjének hossza 72 mm. platinából készült és a vöröscsillag sugarain 174 darab 16 karátos (3,2 gramm) gyémántszemmel ékesítették. Az ötszög sugaraiban 5 darab háromszögletű szintetikus rubinkő található. A csillag közepében égszínkék háttérrel egy ezüst medália látható a Szpasszkaja torony, a Kreml fala és a Lenin-mauzóleum látképével, melyet körülölel arany babér és tölgy levelekkel díszített koszorúív. A babér és tölgyágat összeköti egy vörös zászló "Победа" (Győzelem) felirattal. Az égbolt kékjében magaslik a tetején, mintegy megkoronázva a medáliát az CCCP felirat. A medál teljes súlya 78 gramm. Megalkotója Alekszander Kuznyecov (1894–1975). Sztálin személyesen hagyta jóvá 1943. november 5-én a végleges formáját, és minden darabját egyedileg készítették el a moszkvai ékszerész műhelyben.

### Szalagsáv

Győzelem-rend szalagsávja

A szalagsáv különböző szovjet érdemek kombinációjából jött létre. A hosszúsága 44 mm és a gyakorló ruházaton viselték.
Az alábbi érdemrendek szalagsáv színei találhatóak benne kezdve a jobb oldalról és haladva a közepe felé:

| Megnevezés                     | Orosz elnevezése           | Szalagsáv színei               | Szalagsáv |
| Dicsőség-rend                  | Орден Славы                | Narancs alapon fekete sávokkal |           |
| Bohdan Hmelnickij érdemrend    | Орден Богдана Хмельницкого | világoskék fehér sávval        |           |
| Alekszandr Nyevszkij érdemrend | Орден Александра Невского  | fehér alapon sötétvörös sáv    |           |
| Kutuzov-rend                   | Орден Кутузова             | sötétkék arany sávval          |           |
| Szuvorov-rend                  | Орден Суворова             | zöld arany sávval              |           |
| Lenin-rend                     | Орден Ленина               | piros arany sávokkal           |           |
|                                |                            |                                |           |

## Kitüntetettek listája
Az alábbi táblázat tartalmazza a kitüntetések adományozásával kapcsolatos időpontokat:
| #  | Dátum               | Név                                           | Meghalt            | Megjegyzés                |
| -- | ------------------- | --------------------------------------------- | ------------------ | ------------------------- |
| 1  | 1944. április 10.   | Georgij Konsztantyinovics Zsukov              | 1974. június 18.   |                           |
| 2  | 1944. április 10.   | Alekszandr Mihajlovics Vaszilevszkij          | 1977. december 5.  |                           |
| 3  | 1944. április 10.   | Joszif Visszarionovics Sztálin                | 1953. március 5.   |                           |
| 4  | 1945. március 30.   | Konsztantyin Konsztantyinovics Rokosszovszkij | 1968. augusztus 3. |                           |
| 5  | 1945. március 30.   | Ivan Sztyepanovics Konyev                     | 1973. május 21.    |                           |
| 6  | 1945. április 19.   | Alekszandr Mihajlovics Vaszilevszkij          | 1977. december 5.  | (2. alkalommal)           |
| 7  | 1945. április 26.   | Rogyion Jakovlevics Malinovszkij              | 1967. március 31.  |                           |
| 8  | 1945. április 26.   | Fjodor Ivanovics Tolbuhin                     | 1949. november 17. |                           |
| 9  | 1945. május 31.     | Leonyid Alekszandrovics Govorov               | 1955. március 19.  |                           |
| 10 | 1945. május 31.     | Georgij Konsztantyinovics Zsukov              | 1974. június 18.   | (2. alkalommal)           |
| 11 | 1945. június 4.     | Szemjon Konsztantyinovics Tyimosenko          | 1970. március 31   |                           |
| 12 | 1945. június 4.     | Alekszej Innokentyjevics Antonov              | 1962. június 18.   |                           |
| 13 | 1945. június 5.     | Dwight D. Eisenhower                          | 1969. március 28.  |                           |
| 14 | 1945. június 5.     | Bernard Montgomery                            | 1976. március. 24. |                           |
| 15 | 1945. június 26.    | Joszif Visszarionovics Sztálin                | 1953. március 5.   | (2. alkalommal)           |
| 16 | 1945. július 6.     | I. Mihály román király                        | 2017. december 5.  |                           |
| 17 | 1945. augusztus 9.  | Michał Rola-Żymierski                         | 1989. november 15. |                           |
| 18 | 1945. október 8.    | Kirill Afanaszjevics Mereckov                 | 1968. december 30. |                           |
| 19 | 1945. szeptember 9. | Josip Broz Tito                               | 1980. május 4.     |                           |
| 20 | 1978. február 20.   | Leonyid Iljics Brezsnyev                      | 1982. november 10. | visszavonták (posztumusz) |

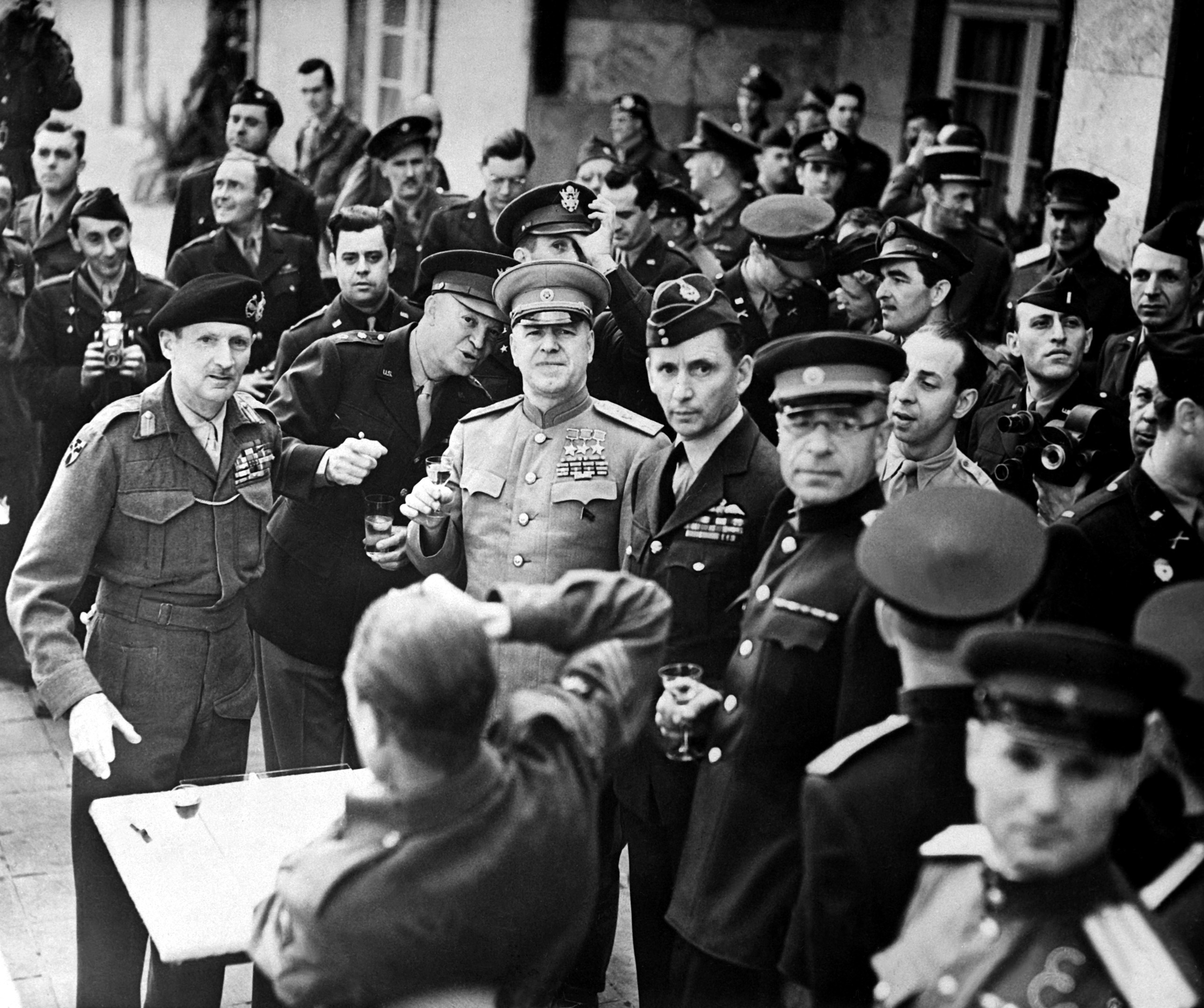
Bernard Montgomery brit marsall (balra barett sapkában), jobbra tőle Dwight D. Eisenhower amerikai tábornok mindketten kitüntetettek, Zsukov marsall, valamint Sir Arthur Tedder a brit légierő marsallja Zsukov jobb oldalán látható a Győzelem-rend átadó ünnepségen 1945. június 5-én

A kitüntetett halála esetén a kitüntetést vissza kellett adni az államnak. A visszaszolgáltatott kitüntetéseket Moszkvában a Kreml gyűjteményeként kezelik. Kivétel ez alól a néhány külföldi kitüntetett, hiszen David Eisenhower kitüntetését Washingtonban őrzik a Nemzeti Levéltár épületében és Bernard Montgomery kitüntetése Londonban, az Imperial War Museum-ban található meg, I. Mihály kitüntetésének helye ismeretlen, állítólag a királyi család gyűjteményében van a svájci Versoix-ban (Genf kanton), de az is lehet, hogy magángyűjtőhöz került, és Rola-Żymierski marsall kitüntetésének sorsa is ismeretlen. Tito kitüntetését a Jugoszlávia Múzeum közgyűjteménye foglalja magában "1-20-121" leltári szám alatt. 
A medálok közül nyolcat a moszkvai kreml múzeumokban (Музеи Московского Кремля, MMK) őriznek, kettőt az Orosz Föderáció nemesfémek és drágakövek állami alapjának múzeumában (Гохран России) (Tyimosenkoét, és az egyik el nem adományozottat), és az Ermitázsban is őriznek egyet az el nem adományozttak közül.

## Érdekességek
- A kezdeti terveken Lenin és Sztálin profilja lett volna a medálon, de Sztálinnak nem tetszett, és ő kérte, hogy a Szpasszkaja torony legyen rajta.[2]
- A medálhoz eredetileg természetes rubinokat akartak használni, de ezek eltérő árnyalatúak voltak, amitől az érdemrend foltosnak tűnt, így végül mesterséges rubinokat készítettek hozzá.[2]

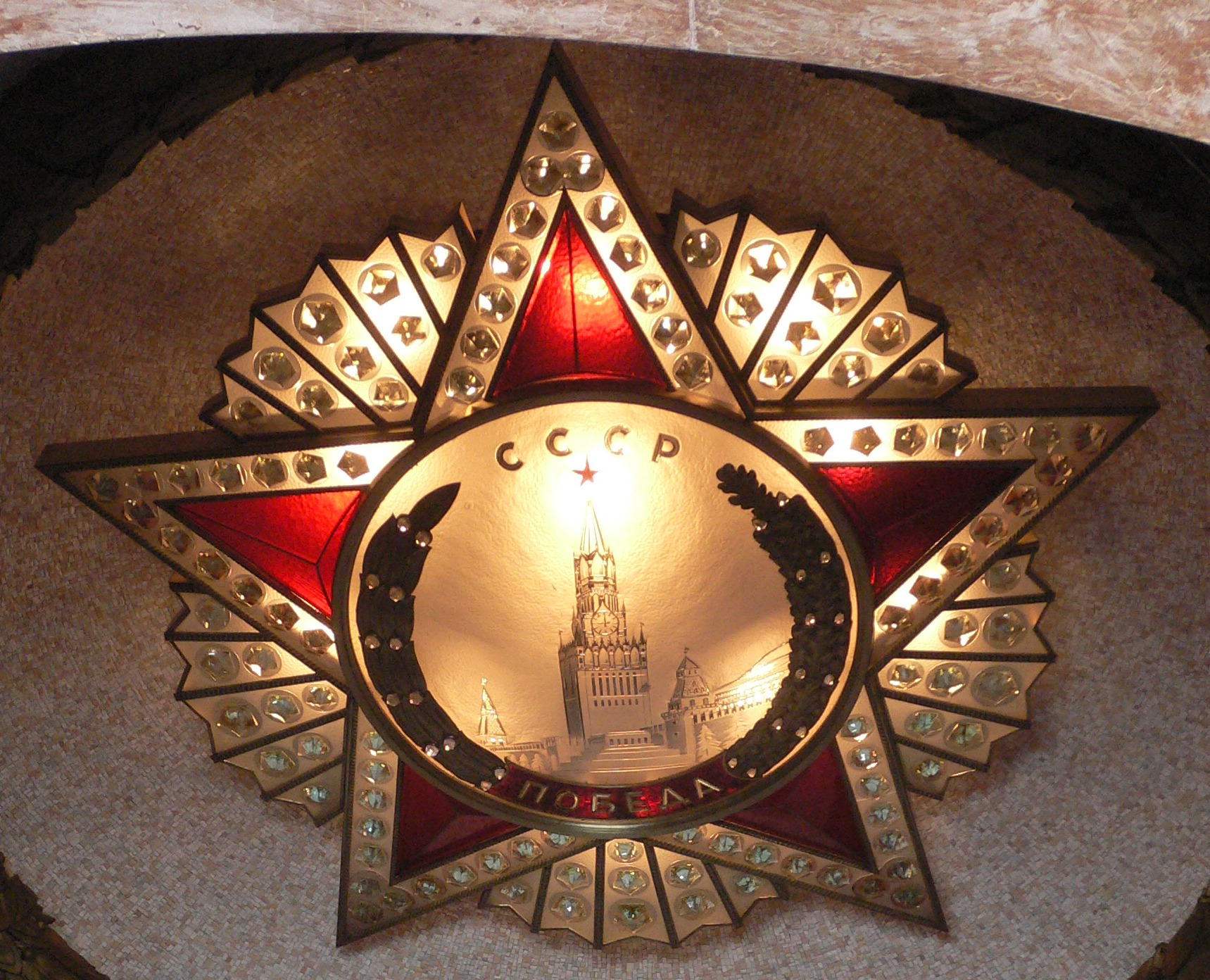
A Berlini Szovjet Háborús Emlékparkban (Treptower Park) az emlékmű alatti terem mennyezetén látható motívum

- David Eisenhower kíváncsi volt az értékére, ezért megnézette amerikai ékszerésszel, és egy beszélgetés során azt mondta Lippe–biesterfeldi Bernát holland hercegnek, aki szintén szeretett volna ilyen elismerésben részesülni, hogy ékkövei hamisítványok.[8]
- Az egyik legritkább és legértékesebb kitüntetés a világon, ha aukcióra kerülne, legalább 20 millió dolláról indulna az árverés.[2]
- Ivan Danyilovics Csernyahovszkij tábornokot is ki akarták tüntetni 1945 februárjában, de még előtte elhunyt.[2]
- A Győzelem-rend, mint szocialista építészeti motívum is megjelent. Több épület díszítésében szerepet kapott a rendről készült festmény vagy homlokzati elem.

## Fordítás
- Ez a szócikk részben vagy egészben  az   Order of Victory című angol Wikipédia-szócikk ezen változatának fordításán alapul.  Az eredeti cikk szerkesztőit annak laptörténete sorolja fel. Ez a jelzés csupán a megfogalmazás eredetét és a szerzői jogokat jelzi, nem szolgál a cikkben szereplő információk forrásmegjelöléseként.